# الحدب (الجميمة)

تعديل مصدري - تعديل

الحدب هي إحدى قرى عزلة الجميمة بمديرية الجميمة التابعة لمحافظة حجة، بلغ تعداد سكانها 609 نسمة حسب تعداد اليمن لعام 2004.